# Kaffekask
Kaffekask, kaffegök, kaffehalva, uddevallare eller bara kask eller gök (med flera), är en blandning av kaffe och brännvin eller konjak. I Finland är kaffepunsch en kaffegök.

## Namn och ord

### Gök
Ordet "gök" i denna bemärkelse härstammar från folktron att man kunde bli "gökdårad", vilket innebar att man drabbades av otur eller sjukdom om man hörde göken på fastande mage, se vidare dårfågel.

### Kask
Ordet kask kan komma från lågtyskans 'karsch', som även finns i sydtyska dialekter som 'chärsch', med betydelsen stark, rivande (om drycker). Ordet är säkert belagt hos författaren Onkel Adam 1862: "’kask’ eller 'Uddevalla' (yttrat av en vandrande gesäll)." Ordet är allmänt i mellersta och norra Sverige, och även i Norge som karsk/kask. Som verb, att 'kaska', är det belagt i skrift sedan 1890-talet.

### Uddevallare
Drycken har även kallats uddevallare eller bara Uddevalla och ska ha varit särskilt populär i Bohuslän i mitten av 1800-talet.

### Knorr
Enligt Svenskt dialektlexikon blir det i  Södermanland, Närke och Svenskfinland  en knorr om socker ingår i kaffe/brännvinsbrygden.
Därav uttrycket att vara på knorren efter inmundigande av alltför mycket av alkoholhaltiga drycker.
Svenska Akademiens ordbok (SAOB) nämner däremot  ingenting om att socker måste ingå i en knorr. Där nämns också varianterna att knorr kan avse:
- Den mängd brännvin eller konjak, som avses bli hälld i kaffet.
- Inmumdigande av brännvin eller konjak tillsammans med kaffe, d.v.s.  serverat separat vid sidan om kaffekoppen utan att hällas i kaffet.

Att sätta knorr på något har den allmänna betydelsen att förse något med en prydnad, att i överförd bemärkelse "förgylla" något till extra god kvalitet. Uttrycket kan härledas från grisens knorr (spiral) på svansen, när grisen mår bra.

### Krångla
Själva handlingen att slå brännvin eller konjak i kaffet kallas i Närke att krångla  (verb). 
En förklaring till uttrycket att krångla med kaffet, är att kaffet manipulerats på något sätt, här i överförd skämtsam bemärkelse en mildare form av att hälla gift i kaffet.

## Recept

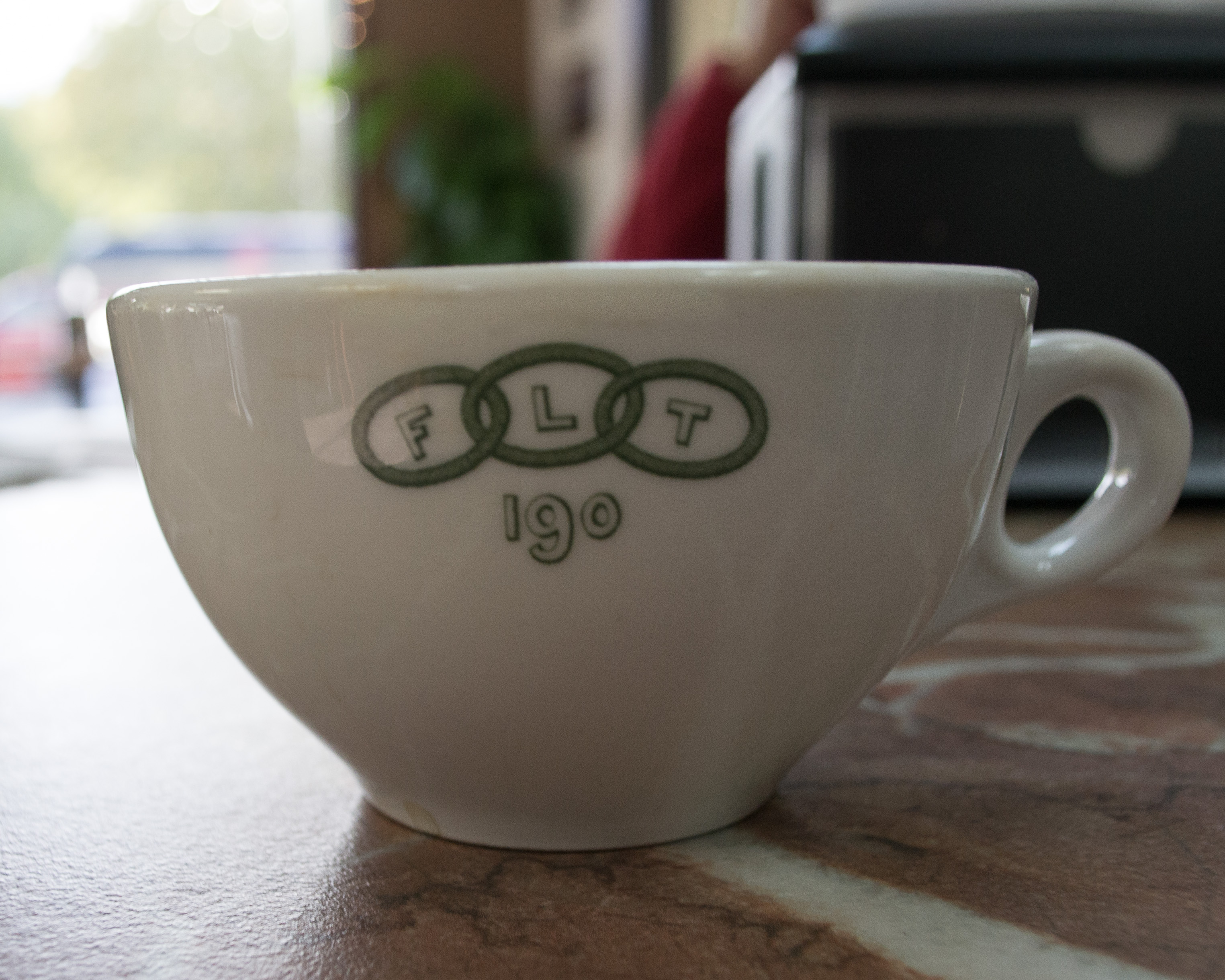
För att myntet ska framträda när man häller på starkvara i kaffet krävs en kaffekopp som är något så när konisk, det vill säga är vidare upptill än nedtill.

- "Lägg en kopparslant (1-öring) plus en silverslant (10-öring) i botten på en kopp. Häll på kaffe tills 10-öringen inte syns. Fyll på med brännvin tills 1-öringen åter syns."
- "Lägg en femtioöring i en kaffekopp, fyll på med kaffe tills den inte längre syns, fyll sedan på med hembränt tills årtalet på femtioöringen syns, eller att koppen blir full om femtioöringen lagts med fel sida upp."

De recept som baseras på att hälla på kaffe tills något inte längre syns och därefter hälla på sprit till det åter syns kräver en kopp som är smalare i botten och vidare mot toppen, så att koncentrationen av kaffe minskar mer än höjden av vätskepelaren ökar då man häller på spriten. I ett cylindriskt kärl kommer inte myntet att framträda då det enligt Beers lag är omöjligt eftersom absorptionen av ljus är proportionell mot koncentrationen.[källa behövs]

## Sånger
Det mest kända "kaffekaskandet" är Povel Ramels, som sjunger i Johanssons boogie-woogie-vals: "Å var sjunde gång vi spelar den så får han pengar till en kaffekask". Det andra är Allan Edwalls, som i Årstider (från albumet 'Grovdoppa') sjunger: "och doft av hägg och kaffekask". Cornelis Vreeswijk sjunger i Jultomten är faktiskt död följande: "Och räven är kry och rask, och far dricker kaffekask".